# Breckenridge (Minnesota)
Breckenridge és una població dels Estats Units a l'estat de Minnesota. Segons el cens del 2000 tenia 3.559 habitants.

## Demografia
Segons el cens del 2000, Breckenridge tenia 3.559 habitants, 1.438 habitatges, i 911 famílies. La densitat de població era de 584,7 habitants per km².
Dels 1.438 habitatges en un 33,4% hi vivien nens de menys de 18 anys, en un 51,8% hi vivien parelles casades, en un 9,2% dones solteres, i en un 36,6% no eren unitats familiars. En el 31,7% dels habitatges hi vivien persones soles el 16,6% de les quals corresponia a persones de 65 anys o més que vivien soles. El nombre mitjà de persones vivint en cada habitatge era de 2,38 i el nombre mitjà de persones que vivien en cada família era de 3,05.
Per edats la població es repartia de la següent manera: un 26,6% tenia menys de 18 anys, un 7,9% entre 18 i 24, un 27,1% entre 25 i 44, un 19,8% de 45 a 60 i un 18,7% 65 anys o més.
L'edat mediana era de 38 anys. Per cada 100 dones de 18 o més anys hi havia 86,2 homes.
La renda mediana per habitatge era de 37.054 $ i la renda mediana per família de 47.500 $. Els homes tenien una renda mediana de 31.869 $ mentre que les dones 21.328 $. La renda per capita de la població era de 17.059 $. Entorn del 7,3% de les famílies i el 9% de la població estaven per davall del llindar de pobresa.

## Poblacions més properes
El següent diagrama mostra les poblacions més properes.